# Malý Újezd
Malý Újezd – wieś i gmina w Czechach, w powiecie Mielnik, w kraju środkowoczeskim. Według danych z dnia 1 stycznia 2013 liczyła 878 mieszkańców.
We wsi znajduje się przystanek kolejowy Malý Újezd.